# Logu (futebolista)
Luiz Lopreto, mais conhecido como Logu (Ariranha, 14 de agosto de 1909 - Ariranha, 30 de março de 2004) foi um futebolista brasileiro, que atuava como ponta-esquerda.
Ficou conhecido como o “Jogador do Sem Pulo”, devido aos seus excelentes chutes de primeira, sem deixar a bola pingar no chão.

## Carreira
Iniciou sua carreira em sua cidade natal, jogando pelo Ariranha FC. Após boas atuações, foi atuar no Santa Aldeia de graça, ainda muito jovem, onde permaneceu por seis anos. Na época, trabalhou em uma empresa de café e recebeu seus primeiros salários.
Foi convidado para treinar no Santos após atuar pela equipe de Jaboticabal, em uma disputa de Taça, diante do Monte Alto. Estreou com a camisa do Santos FC no dia 7 de junho de 1931 na vitória por 4x0 diante do Juventus, em partida válida pelo Campeonato Paulista.
Fez parte da campanha vitoriosa do título paulista de 1935, onde atuou em 5 partidas, assinalando 2 gols. No dia 29 de setembro, em disputa do mesmo Campeonato, no empate em 0x0 contra o Palestra Itália no Estádio Palestra Itália, sofreu uma grave lesão no joelho e ficou fora dos gramados por um ano, não atuando mais pelo time santista.
Ele atuou em 111 jogos pelo Alvinegro Praiano, sendo 59 vitórias, 18 empates e 34 derrotas, marcando 56 gols.
Jogou ainda pelo Jabaquara por pouco tempo, e encerrou a carreira na Portuguesa Santista, onde permaneceu por 4 anos.